# Antonella Papiro
Antonella Papiro (Sant'Agata di Militello, 15 settembre 1978) è una politica italiana, deputata della XVIII legislatura della Repubblica Italiana con il Movimento 5 Stelle.